# 别费尔德-布朗效应
别费尔德-布朗效应（英語：Biefeld-Brown effect）是指，当一对有特定几何结构的电极相对放置，浸入绝缘介质后，再加上合适的电压，一种试图移动装置的力就会产生的现象。
现有的实验采用的电极，一个是丝状极（金属丝），一个是箔状极（金属箔），合适的电压是指万伏以上的高压直流电，产生的力是从箔状极指向丝状极。更奇妙的把丝状极和箔状极的电级反接，不会改变力的方向，但会改变力的大小。
有多种理论试图解释该效应，但都无法得到公认，该效应还是一个不解之谜，因此别费尔德-布朗效应还只是一个现象的名称。

## 歷史
20世紀20年代，美國物理學家托马斯·汤森·布朗（Thomas Townsend Brown）在實驗中發現一種效應。1921年他借助X射線形成的“庫裡吉氐管”（熱陰極射線管）做了一些實驗。他在實驗中發現了一種奇特的現像：在使用“庫裡吉氐管”時，它都有一些輕微的震動。不久之後，布朗找到了引起這種輕微震動的原因。接通這個管的強電流之時，會產生某種具有反引力作用的壓力。借助“引力儀”——一種由布朗研制出來的實驗設備——得到證實：在接通100千伏的強電流時，被測試物體的重量損失了1%，布朗確信他發現了一條新的電學原理：電對於引力有影響。起初沒有科學家關注，後來瑞士物理學家保羅·阿佛雷德·比費爾德（Paul Alfred Biefeld）（曾經是愛因斯坦的同學），他對布朗的發現很感興趣，並且相信布朗的發現，最後成為布朗的導師。在共同完成的實驗中，他們證實懸掛在一根細線上的電容器在高壓下會自己向它的正極方向運動，這就是“比費爾德—布朗效應”。

## 流言终结者
在《流言终结者》的第68期中，曾实验过以此效应为基础的装置，结果证明这种效应实际上是“空气被高压金属丝电离，然后被铝箔吸引下降”所产生的空气推力，而并非改变引力数值。
这种装置在真空中无法产生抵消引力的作用力，因为没有空气作为动力媒介。

## 应用
飘升机(lifter)是一種離子推進的飛行器，也是電流體動力學（electrohydrodynamics）的設計模型。